# マーク・ミムズ
マーク・アイビー・ミムズ（Mark Ivey Mimbs, 1969年2月13日 - ）は、アメリカ合衆国ジョージア州出身の元プロ野球選手（投手）。
オリックス・ブルーウェーブでの登録名はマーク。

## 来歴・人物
1990年のMLBドラフト25巡目（全体671位）でロサンゼルス・ドジャースに指名され契約。メジャー昇格はなかったが、1998年にニューヨーク・メッツ傘下（当時）のAAA級ノーフォーク・タイズで9試合に先発して防御率1.76で5勝を挙げた点などが評価され、シーズン途中の6月30日にオリックス・ブルーウェーブに入団。年俸2,000万円（推定）の1年契約だった。
また、双子の兄弟であるマイク・ミムズも同年のドラフト24巡目で同じくロサンゼルス・ドジャースに指名され、フィラデルフィア・フィリーズでメジャーに昇格している。
8月9日の対ダイエー戦で初登板して勝利を挙げると、ウィリー・フレーザーと出場選手登録を入れ替えながら併用する方針が決まり、9月以降は先発ローテーションに定着。1999年は二軍で開幕を迎え、4月下旬に一軍へ昇格。リリーフやローテーションの谷間の先発を務め防御率も二年続けて3点台だったが、外国人選手としては物足りない事もあり同年限りで戦力外通告を受けて退団。

## プレースタイルなど
ストレートが130km/h前後と遅く、外角への変化球に頼る傾向があった。キレの良いカーブや、チェンジアップ、シュートを駆使していた。オリックスでは投手コーチの河村英文の助言を受け、長いイニングを投げるために内角へのストレートを意識的に使うようになったという。

## 詳細情報

### 年度別投手成績
| 年 度     | 球 団      | 登 板 | 先 発 | 完 投 | 完 封 | 無 四 球 | 勝 利 | 敗 戦 | セ 丨 ブ | ホ 丨 ル ド | 勝 率 | 打 者 | 投 球 回 | 被 安 打 | 被 本 塁 打 | 与 四 球 | 敬 遠 | 与 死 球 | 奪 三 振 | 暴 投 | ボ 丨 ク | 失 点 | 自 責 点 | 防 御 率 | W H I P |
| --------- | ---------- | ----- | ----- | ----- | ----- | -------- | ----- | ----- | -------- | ----------- | ----- | ----- | -------- | -------- | ----------- | -------- | ----- | -------- | -------- | ----- | -------- | ----- | -------- | -------- | ------- |
| 1998      | オリックス | 13    | 8     | 0     | 0     | 0        | 2     | 4     | 0        | --          | .333  | 214   | 50.2     | 44       | 6           | 22       | 1     | 0        | 53       | 1     | 0        | 28    | 20       | 3.55     | 1.30    |
| 1999      | オリックス | 42    | 10    | 0     | 0     | 0        | 3     | 6     | 1        | --          | .333  | 325   | 76.1     | 77       | 11          | 27       | 0     | 2        | 43       | 1     | 1        | 34    | 29       | 3.42     | 1.36    |
| 通算：2年 | 通算：2年  | 55    | 18    | 0     | 0     | 0        | 5     | 10    | 1        | --          | .333  | 539   | 127.0    | 121      | 17          | 49       | 1     | 2        | 96       | 2     | 1        | 62    | 49       | 3.47     | 1.34    |

### 記録
NPB
- 初登板・初先発・初勝利：1998年8月9日、対福岡ダイエーホークス21回戦（グリーンスタジアム神戸）、5回2/3を5安打5失点（自責点2）
- 初奪三振：同上、1回表に城島健司から
- 初セーブ：1999年5月5日、対福岡ダイエーホークス5回戦（福岡ドーム）、9回裏1死から3番手で救援登板・完了、2/3回を無失点

### 背番号
- 27 （1998年）
- 36 （1999年）